# Генрих Нидерландский
Генрих Оранско-Нассауский (нидерл. Hendrik van Oranje-Nassau) при рождении Виллем Фредерик Генрих Оранско-Нассауский (нидерл. Willem Frederik Hendrik van Oranje-Nassau) (13 июля 1820, Дворец Сустдейк, Барн, Нидерланды — 14 января 1879, Замок Вальферденг, Люксембург) — принц Нидерландский и Оранско-Нассауский, третий сын короля Виллема II и Анны Павловны, губернатор Люксембурга.

## Биография

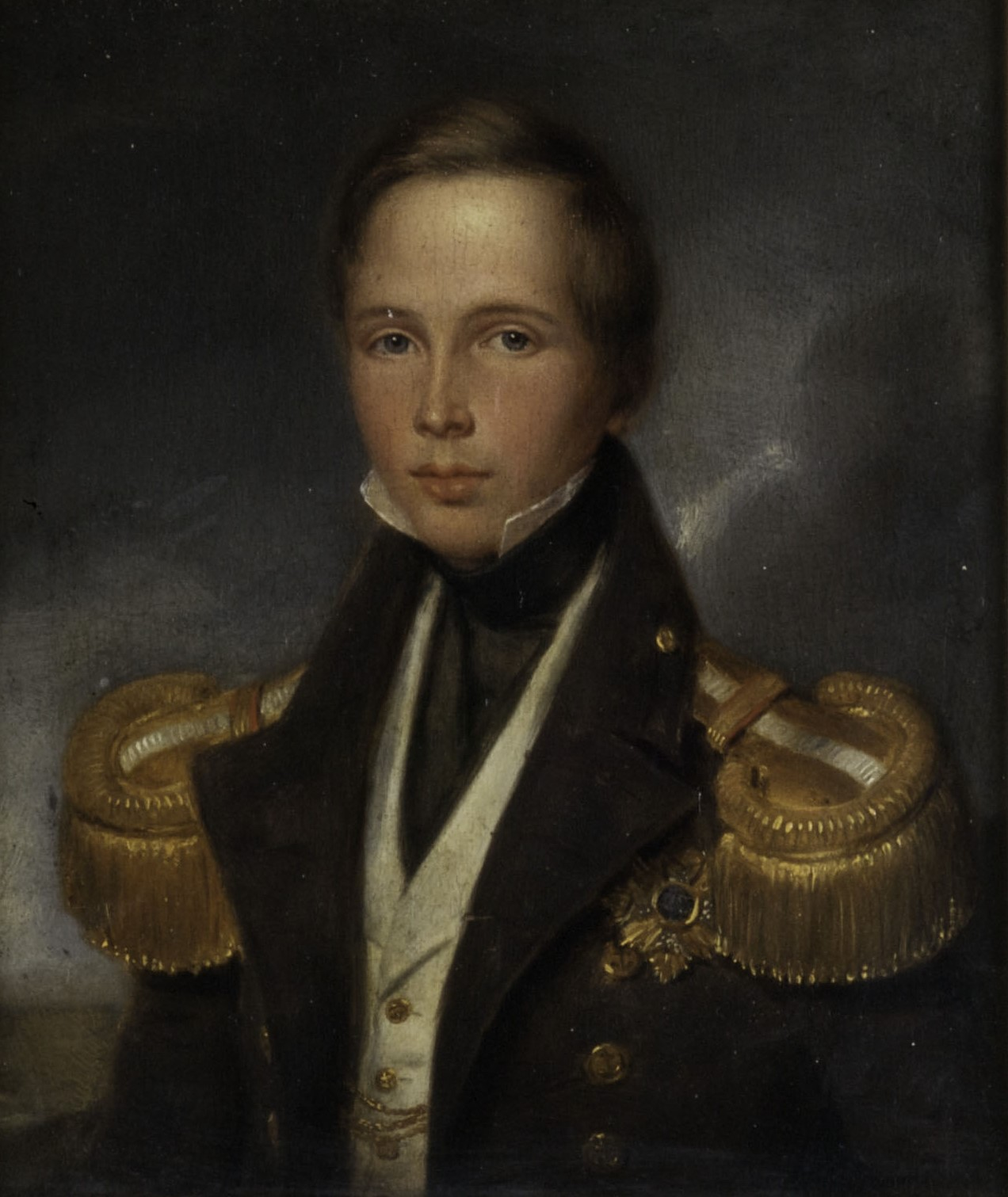
Принц Генрих в молодости.

Генрих родился 13 июля 1820 года во дворце Сустдейк, Барн, Нидерланды. Он стал третьим сыном и ребёнком в семье наследного принца Нидерландского и Люксембургского Виллема и его супруги Анны Павловны, дочери российского императора Павла I. В семье к тому времени уже было два сына: Виллем (будущий король Виллем III) и принц Александр. Со стороны своей матери, Генрих был племянником русских императоров Александра I и Николая I, а также двоюродным братом Александра II. При рождении он получил имя Виллем Фредерик Генрих Оранско-Нассауский (нидерл. Willem Frederik Hendrik van Oranje-Nassau) с титулом «Его Королевское Высочество принц Нидерландский и Оранско-Нассауский».
10 июня 1834 года был награждён орденом Св. Андрея Первозванного.
Принц Генрих служил в военно-морском флоте Нидерландов. В 1840 году его отец стал королём Нидерландов, а в 1849 году умер. На престол взошел брат Генриха Виллем III. После этого он назначил брата губернатором Великого герцогства Люксембург, которым он был до конца жизни. Резиденцией Генриха был дворец Вальферденг, в котором принц и умер в 1879 году. Сейчас дворец является частью Люксембургского университета.
Генрих был женат дважды. Его первой супругой в 1853 году стала принцесса Амалия Саксен-Веймар-Эйзенахская (1830—1872). Молодая принцесса была дочерью принца Карла Бернхарда Саксен-Веймарского и Иды Саксен-Мейнингенской. Брак был бездетным. Амалия умерла в 1872 году.
В то время в нидерландской монархии наблюдался кризис, связанный с выживаемостью династии. У короля Виллема III было трое сыновей от брака с Софией, принцессой Вюртембергской. Средний сын Морис умер в детстве, старший — наследный принц Виллем вёл разгульный образ жизни и умер от тифа, младший — Александр после его смерти стал наследником, но был слаб здоровьем и также умер от тифа в 1884 году. Дядя Генриха, принц Фредерик тоже не имел потомков мужского пола.
Для обеспечения династии потомками принц Генрих в 1878 году вступил во второй брак с прусской принцессой Марией (1855—1888), дочерью принца Фридриха Карла Прусского и Марии Анны Ангальт-Дессауской. Через пять месяцев после заключения брака Генрих неожиданно умер от кори. Детей от брака также не было.

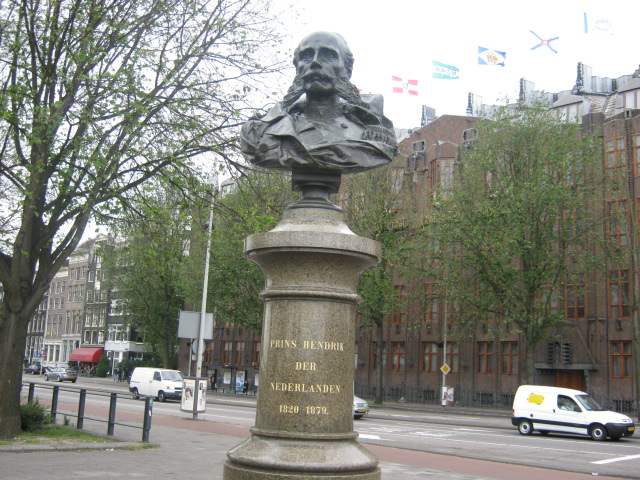
Бюст принца Генриха в Амстердаме.

Королевская династия смогла выжить благодаря второму браку короля Виллема III c немецкой принцессой Эммой Вальдек-Пирмонтской. От брака родился единственная дочь Вильгельмина, которая и унаследовала нидерландский трон после смерти отца в 1890 году. От неё происходит нынешняя королевская семья Нидерландов. Однако Вильгельмина не смогла унаследовать люксембургский престол. В Люксембурге тогда действовал салический закон. Личная уния между Нидерландами и Люксембургом прекратила существование. Великим герцогом Люксембургским стал Адольф Нассауский.
После смерти супруга принцесса Мария не получила ни копейки от своего нидерландского приданого. Её отец приехал к королю Виллему III и потребовал обеспечить вдову приданым, но это не дало результата. Все наследство Генриха было унаследовано его братом-королём. Принц Фридрих Карл, отец Марии, посчитал такой отказ личным оскорблением. Принцесса Мария позже вступила во второй брак с принцем Альбертом Саксен-Альтенбургским, от которого имела двух дочерей. Умерла в 1888 году от родильной горячки.
Похоронили принца Генриха в королевской усыпальнице Ньиве Керк.